# Otto Lauffer (bateau à vapeur)
Le Otto Lauffer est un bateau à vapeur construit en 1928 à Hambourg au chantier naval H. C. Stülcken Sohn. Il fait partie de la flotte du port-musée Oevelgönne à Hambourg.
Il est classé monument historique de Hambourg (Denkmal).

## Historique
Pendant 40 ans, jusqu'en 1968, la barcasse a exercé les fonctions de police portuaire  pour la députation financière de Hambourg sur l'Elbe sous le nom de Hafenpolizei 6.
À partir de 1969, le bateau a servi de navire musée du Musée d'histoire de Hambourg et a été rebaptisé Otto Lauffer du nom du directeur fondateur du musée.
En 2004, le musée a transféré le bateau à vapeur au Museumshafen Oevelgönne  après l'expiration du permis d'exploitation du bateau à vapeur en 2003 .
Le 10 février 2010, Otto Lauffer a été classé monument historique par le Bureau de protection des monuments de Hambourg.
Le 17 novembre 2015, la ville de Hambourg et le gouvernement fédéral ont financé la restauration du bateau pour un total de 890.000 € qui avait besoin d'être révisé depuis 2006. Une fois les travaux terminés, l'Otto Lauffer a regagné le port-musée en juillet 2017.